# Deletion
Deletion är ett melodisk death metal/black metal-band från Göteborg som grundades 2005. Bandet består av erfarna musiker med historik från band som Dissection, Jaggernaut, SoulReaper, Taetre , Thornium och Trident. Deletion spelar en mörk och dyster atmosfärisk melodisk death metal med inslag av black metal i en redan unik stil. 
Bandet spelade in materialet till sin första skiva redan 2006, men skivan blev inte släppt förrän i juni 2008 av PKR/Painkiller Records. Inspelningen skedde i bandets dåvarande replokal och mixades av Stefan@Profane Sounds. Producent var Laurent Piette. Omslaget skapades av Doktorn. 
Den långa väntan på skivan fick ett par av medlemmarna att lämna bandet, bland annat bildaren Johan Norman. 
En del kontroverser ha uppkommit till det nu vilande bandet i och med att Trident släppte sin första skriva. Samtliga medlemmar har valt att inte kommentera saken.

## Medlemmar
Senaste medlemmar
- Jonas "Lindblood" Lindblad (aka Doktorn) – gitarr, basgitarr, trummor, elektronik
- Mathias Rosén – keyboard
- Patrik Rhedin(Ulverheim– sång

Tidigare medlemmar
- A. Niemi – basgitarr
- Johan Forsman – trummor
- Johan Norman – gitarr

## Diskografi
Demo
- 2006 – Demo 2006

Studioalbum
- 2008 – Deletion (CD, Painkiller Records)